# Malik Kafur
Malik Kafur est un esclave hindou originaire du Gujarat, eunuque devenu le favori et un général du sultan de Delhi Alâ ud-Dîn Khaljî. 
Entre 1307 et 1311, il mène des raids dans le Deccan, qu’il conquiert et pille. Il détruit de nombreux royaumes hindous et atteint l'extrême sud de l'Inde en 1311. Madurai est mise à sac en avril 1311 et Malik rapporte un important butin. En 1316, il tente de succéder à Alâ ud-Dîn Khaljî après l’avoir peut-être empoisonné. Mais il est décapité par les gardes turcs fidèles au fils du sultan.